# Swetlana Nikolajewna Mironowa

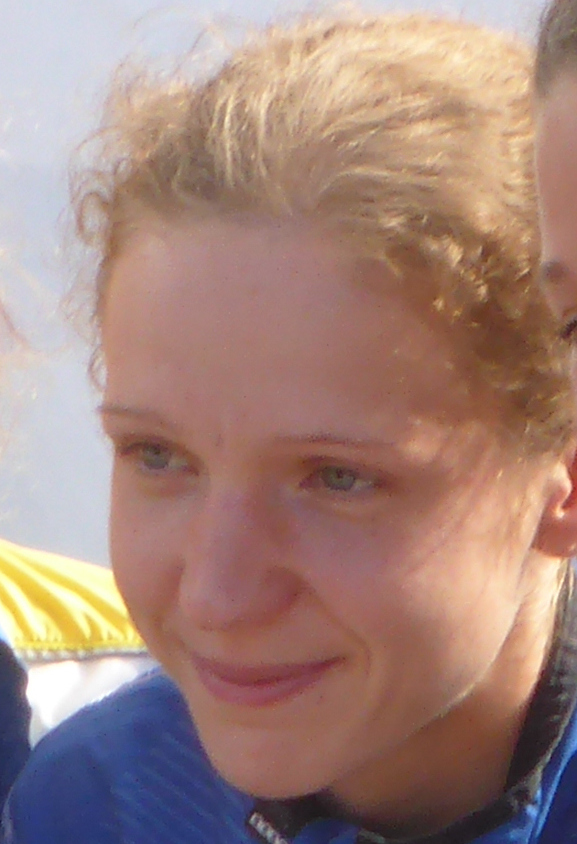
Swetlana Nikolajewna Mironowa, 2014

Swetlana Nikolajewna Mironowa (russisch Светлана Николаевна Миронова; * 20. August 1986 in Gorki, heute Nischni Nowgorod) ist eine russische Orientierungsläuferin.

## Laufbahn
Nach ihrem Europameisterschaftsdebüt 2010 gewann Mironowa 2012 mit Natalja Efimowa und Tatjana Rjabkina den Europameistertitel in der Staffel. Im Sprint war sie zuvor Siebte geworden. Bei den Weltmeisterschaften 2012 in der Schweiz erreichte die russische Damenstaffel mit Mironowa Rang vier.
2014 wurde Mironowa in Palmela Vizeeuropameistern auf der Langdistanz hinter Judith Wyder aus der Schweiz. Knapp drei Monate später gewann sie den Weltmeistertitel auf der Langdistanz vor Tove Alexandersson aus Schweden und Judith Wyder.
Mironowa startet in Russland für den Verein SDUSHOR, international für SoIK Hellas aus Stockholm.

## Platzierungen
| Weltmeisterschaften  | Sprint | Mittel | Lang | Staffel | Mixed |
| -------------------- | ------ | ------ | ---- | ------- | ----- |
| 2011 Savoie          |        | n.q.   |      | 11.     |       |
| 2012 Lausanne        | 21.    |        | 13.  | 4.      |       |
| 2014 Trient/Venetien | 22.    |        | 1.   | 11.     |       |

| Europameisterschaften | Sprint | Mittel | Lang | Staffel |
| --------------------- | ------ | ------ | ---- | ------- |
| 2010 Primorsko        | 34.    |        | 14.  |         |
| 2012 Falun            | 7.     |        | 14.  | 1.      |
| 2014 Palmela          | 29.    |        | 2.   |         |

| Gesamt-Weltcup | Gesamt-Weltcup |
| -------------- | -------------- |
| 2009           | 88.            |
| 2010           | 57.            |
| 2011           | 108.           |
| 2012           | 20.            |

| Junioren-WM       | Sprint | Mittel | Lang | Staffel |
| ----------------- | ------ | ------ | ---- | ------- |
| 2006 Druskininkai | 16.    | 19.    | 22.  |         |